# Шантавуан, Анри
Анри Шантавуан (фр. Henri Chantavoine; 6 августа 1850, Монпелье — 25 августа 1918, Лион) — французский поэт, писатель

, журналист, педагог, профессор риторики, публицист, историк литературы.

## Биография

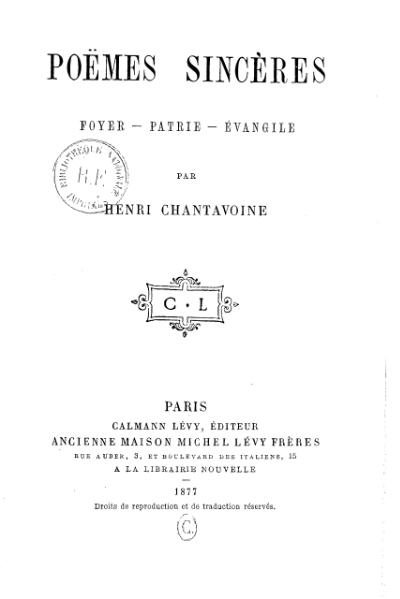
Chantavoine — Poèmes sincères, 1877

Окончил Высшую нормальную школу в Париже. Учительствовал в провинции, в 1876 году переехал в Париж и стал преподавать в лицее Карла Великого, а затем стал профессором риторики в лицее Генриха IV и в высшей женской нормальной школе (École Normale) в Севре.
Выступив в качестве публициста в «Nouvelle Revue» с самого его основания (в 1879), А. Шантавуан в 1884 году стал помещать там же многочисленные статьи по истории литературы. С 1884 года сотрудничал с журналом «Journal des débats».
Владея свободно стихом и не лишенный поэтического воображения, издал ряд стихотворных сборников:
- «Poèmes sincères» (1877);
- «Satires contemporaines» (1881);
- «Ad memoriam» (1884);
- «Au fil des jours» (1889).